# Sinéad O'Connor
Pour les articles homonymes, voir O'Connor.
Sinéad O'Connor (/ʃɪˈneɪd oʊˈkɒnəɹ/), devenue Magda Davitt en 2017 puis Shuhada' Davitt ou Shuhada' Sadaqat en 2018, née le 8 décembre 1966 à Dublin et morte le 26 juillet 2023 à Londres,, est une auteure-compositrice-interprète et musicienne irlandaise.
Son premier album The Lion and the Cobra, incluant le single Mandinka, sort en 1987 et remporte un important succès en Europe et aux États-Unis. En 1990, sa reprise de Nothing Compares 2 U, chanson composée par Prince, est numéro un en Europe et aux États-Unis, et l'album attenant I Do Not Want What I Haven't Got s'écoule à 7 millions d'exemplaires dans le monde entier.
Artiste engagée, elle dénonce les abus sexuels perpétrés au sein de l'Église catholique sur les enfants, comme un mal endémique non sanctionné par la hiérarchie ecclésiastique,,,. Elle publie en 2021 ses mémoires sous le titre Rememberings (« Souvenirs ») ; le livre devient un best-seller au Royaume-Uni.
En 2017, Sinéad O'Connor change son nom pour Magda Davitt. Lors de sa conversion à l'islam en 2018, elle modifie son nom et opte pour Shuhada' Sadaqat,. Elle continue ensuite d'enregistrer et de jouer sous son nom d'artiste.

## Biographie

### Jeunesse et débuts
Née à Dublin, Sinéad Marie Bernadette O'Connor est prénommée en référence à l'épouse du président irlandais Éamon de Valera, Sinéad de Valera, et à sainte Bernadette de Lourdes. Elle est la troisième d'une fratrie de cinq enfants composée de Joseph (devenu un romancier célèbre), Eimear, John et Eoin. Son père, Jack O'Connor, est un ingénieur qui abandonne son métier pour devenir avocat, et sa mère, Marie O'Connor, est femme au foyer. Ils divorcent lorsque Sinéad a huit ans.
Les enfants les plus âgés[évasif] vont vivre chez leur mère et sont, selon les dires de la chanteuse, maltraités. Elle explique les traumatismes provoqués par celle-ci : « Elle me retirait mes vêtements et s'en prenait violemment à mon sexe, le torturant, lui crachant dessus. Ma mère a complètement bousillé mon rapport à la sexualité. » La chanson Fire on Babylon retrace cette période.
En 1979, Sinéad O'Connor quitte sa mère et part vivre avec son père et sa nouvelle épouse. Ses vols et son absentéisme scolaire obligent son père à la placer dans un couvent de la Madeleine, dirigé par les Sœurs du Bon-Pasteur. Elle y apprend l'écriture et la musique. Elle en dira plus tard : « Je n'ai jamais vécu — et ne vivrai sans doute jamais — dans un tel état de panique, de terreur et de souffrance ».
En 1983, son père l'envoie à l'école de Newtown, un internat moins strict. Avec l'aide et l'encouragement de son professeur de langue irlandaise, Joseph Falvy, elle enregistre une maquette de quatre chansons, avec deux reprises et deux de ses propres chansons qui apparaîtront sur son premier album. En 1984, grâce à une petite annonce, elle rencontre Columb Farrelly. Ensemble, ils recrutent d'autres membres et forment un groupe appelé Ton Ton Macoute (baptisé du nom d'une milice haïtienne). Elle suit alors le groupe à Waterford, puis à Dublin et abandonne sa scolarité.
Le 10 février 1985, sa mère meurt dans un accident de la route. Quelque temps plus tard, elle quitte le groupe et part à Londres.

### Carrière
Sinéad O'Connor signe son premier contrat musical avec la maison de disques Ensign Records. En 1986, elle enregistre sa première chanson Heroine (Theme From Captive), écrite avec The Edge, le guitariste de U2, pour la bande sonore du film de Paul Mayersberg, Captive.
Son premier album The Lion and the Cobra, sorti en 1987, est encensé par la critique. Ses influences sont alors Bob Dylan, David Bowie, Bob Marley, Siouxsie and the Banshees et The Pretenders. Les singles Mandinka et Troy entrent dans les charts au Royaume-Uni.
Son second album I Do Not Want What I Haven't Got, publié trois ans plus tard, en 1990, rencontre un succès encore plus important et devient très vite disque d'or. La chanson Nothing Compares 2 U, plage centrale de l'album, est une reprise d'un morceau de Prince, et le vidéo-clip est filmé par John Maybury. Ce single devient numéro 1 dans plusieurs pays. En Irlande il atteint la première place en juillet 1990 et y reste pendant onze semaines. Il connaît un succès semblable au Royaume-Uni et en Allemagne.
Prince n’aurait pas apprécié une interview de la chanteuse au sujet de ce titre, et ils en seraient venus aux mains.
La même année, elle participe au concert gigantesque The Wall Live in Berlin, organisé par Roger Waters, ancien membre de Pink Floyd et auteur du concept-album The Wall, entièrement rejoué ce soir-là devant 300 000 personnes pour commémorer la chute du mur de Berlin. Sa voix, son look, son engagement politique font d'elle une artiste anticonformiste.

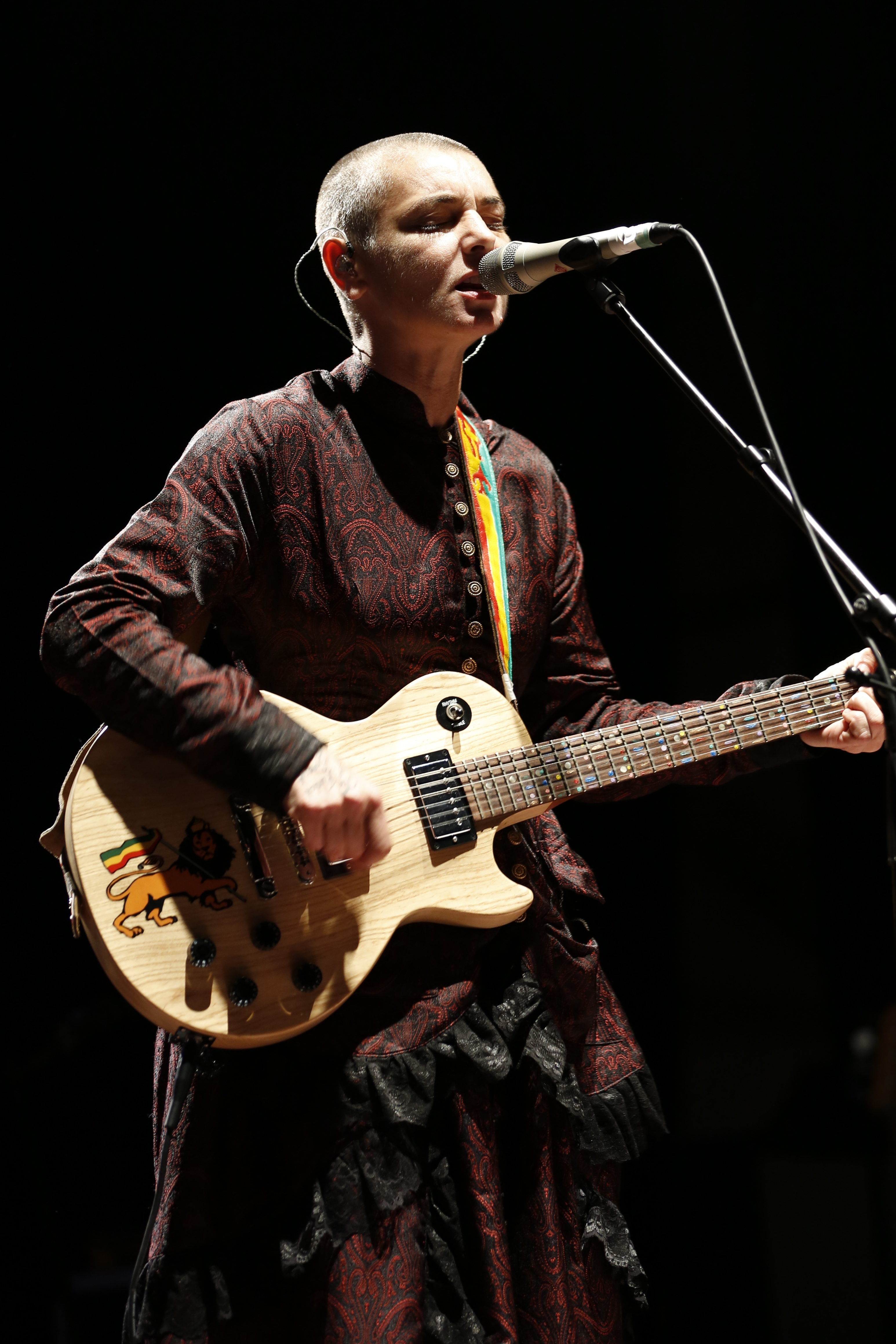
Sinéad O'Connor lors du festival interceltique de Lorient en 2013.

En 1991, elle contribue à l'hommage rendu à Elton John en interprétant la chanson Sacrifice sur l'album hommage Two Rooms: Celebrating the Songs of Elton John & Bernie Taupin. En 1992, elle travaille avec Peter Gabriel, elle chante sur les pièces Come Talk To Me et Blood Of Eden pour l'album Us. En 1993, elle contribue à la bande originale du film Au nom du père, agencée par Bono de U2, Gavin Friday et Trevor Jones. En 1994, elle sort un nouvel album Universal Mother (contenant Fire on Babylon). En 1996, elle participe à l'album de Rick Wright Broken China sur les chansons Reaching for the Rail et Breakthrough.
En 2000, elle enregistre Faith and Courage puis reprend les grands classiques des chansons traditionnelles irlandaises sur Sean-Nós Nua (2002). La même année, elle prête sa voix sur plusieurs chansons de l'album 100th Window de Massive Attack, ainsi que sur le titre Harbour de l'album 18 de Moby. Elle décide alors d'annoncer son retrait de la scène musicale pour se consacrer à ses études et notamment à la langue irlandaise.
En 2005, elle sort Throw Down Your Arms, un nouvel album de musique reggae enregistré à Kingston en Jamaïque aux côtés de Sly Dunbar et Robbie Shakespeare, dans lequel elle reprend entre autres des titres de Burning Spear, Lee Perry, Peter Tosh ou encore Bob Marley. Véritable surprise, cet opus sera accueilli avec enthousiasme par la critique.
En 2007, elle sort son huitième album, un double intitulé Theology, composé d'un disque acoustique « The Dublin Sessions » et l'autre électrique « The London Sessions ». Il contient la reprise d'un classique, "I Don't Know How to Love Him" de (Andrew Lloyd Webber/Tim Rice.
En 2012, elle publie l'album How About I Be Me (And You Be You)? qui semble être une réalisation où elle parle de ses souffrances l’ayant menée à des comportements risqués. L'album est bien accueilli par la critique.
Son dernier album studio, I'm Not Bossy, I'm the Boss, sort en 2014. Au début des années 2020, elle enregistre un nouvel album No Veteran Dies Alone avec le musicien David Holmes mais le projet est suspendu après le décès de son fils en 2022,,.

## Vie privée

### Mariages et descendance
En 1990, Sinéad O'Connor a une courte aventure avec Anthony Kiedis, le chanteur et fondateur des Red Hot Chili Peppers, qu'elle quitte subitement ; il lui dédiera la chanson I Could Have Lied de l'album Blood Sugar Sex Magik. En 1991, elle se marie une première fois avec son producteur John Reynolds, avec qui elle a un fils, Jake (né en 1987). En 2001, elle épouse le journaliste Nicholas Sommerlad, dont elle divorce un an plus tard.
Elle aura successivement une fille, Roisin (née en 1995), avec le journaliste John Waters, puis un fils, Shane (né en 2004, décédé le 8 janvier 2022) avec le producteur Dónal Lunny et un dernier fils, Yeshua Francis Neil (en 2006) avec son ancien associé Frank Bonadio. Malgré ses mariages avec des hommes, elle se déclare lesbienne.
Le 18 juillet 2015, elle devient grand-mère pour la première fois : Lia, la compagne de son fils Jake, donne naissance à un garçon.
En 2017, elle change son nom légal pour « Magda Davitt »,.

### Controverses et engagement politique
Le 3 octobre 1992, lors de l'émission de télévision Saturday Night Live, elle déchire la photo du pape Jean-Paul II pour protester contre les abus sexuels sur mineurs dans l'église catholique. L'incident a lieu dix ans avant que le pape Jean Paul II reconnaisse les abus sexuels commis sur des enfants au sein de l'institution catholique.
En 1997, elle reçoit des menaces de mort de l'extrême droite israélienne concernant un concert prévu en Israël, destiné à promouvoir une coexistence pacifique entre Israéliens et Palestiniens. Soucieuse de préserver la sécurité de sa famille, elle se résout à ne pas s'y produire.
Elle soutient l'idée de réunir l'Irlande du Nord à la république d'Irlande. En 2014, elle appelle le parti Sinn Féin à être « plus courageux » (« I think Sinn Fein could risk being braver ») dans ses prises de position.

### Religion
Née catholique, Sinéad O'Connor est ordonnée prêtresse par une Église indépendante, « l'église irlandaise orthodoxe, catholique et apostolique », en 1999. En 2011, elle prend ses distances à la suite de scandales d'abus d'enfants au sein de l'Église, en condamnant le Vatican.
Elle se convertit ensuite à l'islam ; sa conversion est annoncée en octobre 2018. Elle change son nom pour « Shuhada' Davitt » et publie une photo d'elle portant le hijab,. Elle précise ne pas le porter tout le temps. « Il n’y a pas de règles à ce sujet. Je m’associerais à l’aspect soufi de l’islam, je ne suis pas obligée à mon âge de porter le hijab… Je le porte parce que j’aime ça. »
Peu après, elle déclare ne plus vouloir passer du temps avec des blancs (qu'elle entend comme « non-musulmans »), les jugeant « dégoûtants », puis poste une vidéo déclarant qu'elle ne s'adressait qu'aux « idiots », « blancs suprémacistes » qui l'avaient harcelée sur son compte Twitter à la suite de l'annonce de sa conversion à l'islam : « Je croyais que Twitter fermerait mon compte si je disais cela parce qu'ils l'avaient fermé par le passé, quand j'avais écrit que je n'aimais pas que les nonnes tuent des bébés en Irlande. »

### Problèmes de santé
Après deux tentatives de suicide les 5 et 10 janvier 2012 après un divorce survenu seize jours après un mariage, Sinéad O'Connor aurait à nouveau tenté de mettre fin à ses jours le 29 novembre 2015 après avoir laissé un message éphémère sur sa page Facebook dans lequel elle affirmait avoir pris une « surdose », sans plus de précision. Elle souffre de ne plus avoir de relations ni avec sa famille ni avec ses enfants. En 2007, elle révèle à Oprah Winfrey qu'elle a tenté de se suicider le jour de son 33e anniversaire.
En 2015, elle annule sa tournée à la suite de troubles bipolaires. En effet, elle aurait vécu entre décembre 2014 et mars 2015 une profonde dépression.
Elle est portée disparue le 15 mai 2016, pour être retrouvée le lendemain dans un hôtel de l'Illinois, avant une nouvelle disparition et une menace de suicide le 24 juin suivant,. Le 3 août 2017, elle laisse un nouveau message vidéo sur Facebook dans lequel elle évoque sa solitude et ses problèmes psychiatriques. Au même moment, elle se confie auprès d'un médecin, lui déclarant notamment que sa mère l'avait fait souffrir physiquement, ayant même installé une chambre de torture,.
En février 2020, elle décrit la vidéo qu'elle a enregistrée en 2017 comme un véritable appel à l'aide, disant que ses amis et sa famille ont eu raison de s'inquiéter de son état mental car elle affirme qu'elle n'aurait pas survécu si elle n'avait pas demandé de l'aide : « J'étais vraiment en danger de mort […] Il se passait des trucs dans ma vie qui me rendaient un peu folle et au milieu de tout ça j'ai subi une hystérectomie radicale, ce qui rendrait n'importe qui fou. » Elle ajoute cependant que ses jours les plus sombres sont derrière elle : « Je suis tout le contraire [maintenant] et c'est fini, grâce à Dieu. […] Je peux en rire maintenant mais sur le moment, c'était horrible. Je n'aime pas souffrir et ce n'est pas comme si j'étais un de ces artistes qui ont l'impression de ne pas pouvoir être créatifs à moins de souffrir. » Elle admet également qu'elle se bat toujours contre la solitude et l'agoraphobie,.
Le 14 janvier 2022, elle est hospitalisée quelques jours après le suicide de son fils Shane, âgé de 17 ans.

### Décès et hommages
Le 26 juillet 2023, Sinead O’Connor est trouvée sans vie à son domicile par la police londonienne et ce n'est qu'en janvier 2024 qu'un rapport d'autopsie révèle qu'elle est morte de causes naturelles, mais sans en révéler immédiatement la nature,. Il faudra cependant attendre juillet 2024 pour apprendre, selon le certificat de décès de l'artiste enregistré par son ancien mari John Reynolds, que sa mort résultait de l'« exacerbation d'une bronchopneumopathie chronique obstructive et d'un asthme bronchique ainsi que d'une infection bénigne des voies respiratoires inférieures ».
Des funérailles privées ont lieu le 8 août 2023 à Bray, dans le comté de Wicklow, et la famille d'O'Connor invite le public à se rendre sur le front de mer où le cortège funèbre défile. Des milliers de personnes lui rendent hommage, tandis que son enterrement a lieu au cimetière de Dean's Grange, à Dublin.
Des célébrités telles que Jamie Lee Curtis, Tori Amos, Toni Collette ainsi que les musiciens de Massive Attack et Public Enemy publient des hommages sur les médias sociaux, tandis que le chanteur anglais Morrissey écrit : « Vous en faites l'éloge aujourd'hui quand il est trop tard. Vous n'avez pas eu le courage de la soutenir quand elle était en vie et qu'elle vous recherchait. »
L'auteure-compositrice-interprète américaine Phoebe Bridgers loue son intégrité dans le magazine Rolling Stone, et en novembre 2023, Boygenius et le groupe irlandais Ye Vagabonds (en) publient une reprise de la chanson folklorique écossaise The Parting Glass sous la forme d'une chanson de Noël caritative en son honneur.
Le 9 janvier 2024, un concert en son hommage et à Shane MacGowan des Pogues, également décédé en 2023, est annoncé pour le mois de mars au Carnegie Hall de New York.
Le 4 février 2024, la chanteuse et activiste écossaise Annie Lennox a rendu hommage à O'Connor en interprétant Nothing Compares 2 U au cours de la 66e cérémonie des Grammy Awards. Pendant sa prestation, elle arborait une larme peinte sur sa joue, en hommage à une scène similaire dans le clip de la chanson. Elle était également accompagnée de Wendy & Lisa. Lennox a terminé la performance en appelant à un cessez-le-feu dans la guerre à Gaza et à la paix dans le monde, un hommage au franc-parler politique d'O'Connor.
En mars de la même année, la société Bratz annonce qu'une poupée à l'effigie d'O'Connor est en cours de production pour commémorer le Mois de l'histoire des femmes.

## Discographie

### Albums studios
- 1987 : The Lion and the Cobra
- 1990 : I Do Not Want What I Haven't Got
- 1992 : Am I Not Your Girl?
- 1994 : Universal Mother
- 2000 : Faith and Courage
- 2002 : Sean-Nós Nua
- 2005 : Throw Down Your Arms
- 2007 : Theology
- 2012 : How About I Be Me (And You Be You)?
- 2014 : I'm Not Bossy, I'm the Boss

### Compilations et enregistrements publics
- 1997 : So Far... the Best of Sinéad O'Connor
- 2003 : She Who Dwells in the Secret Place of the Most High Shall Abide Under the Shadow of the Almighty
- 2005 : Collaborations

### Classements
| Année | Album                                                                                            | Royaume- Uni | États- Unis | Australie | Ventes     |
| ----- | ------------------------------------------------------------------------------------------------ | ------------ | ----------- | --------- | ---------- |
| 1987  | The Lion and the Cobra                                                                           | 27           | 36          | -         | 5 500 000  |
| 1990  | I Do Not Want What I Haven't Got                                                                 | 1            | 1           | 1         | 10 000 000 |
| 1992  | Am I Not Your Girl?                                                                              | 6            | 27          | 17        | 1 500 000  |
| 1994  | Universal Mother                                                                                 | 19           | 36          | 31        | 1 500 000  |
| 1997  | Gospel Oak (mini-album, six titres)                                                              | 28           | 128         | -         | 250 000    |
| 1997  | So Far... the Best of Sinéad O'Connor                                                            | 28           | -           | -         | 2 000 000  |
| 2000  | Faith and Courage                                                                                | 61           | 55          | 18        | 1 500 000  |
| 2002  | Sean-Nós Nua                                                                                     | 52           | 139         | 66        | 225 000    |
| 2003  | She Who Dwells in the Secret Place of the Most High Shall Abide Under the Shadow of the Almighty | -            | -           | -         | 100 000    |
| 2005  | Collaborations                                                                                   | -            | -           | -         | 500 000    |
| 2005  | Throw Down Your Arms                                                                             | -            | -           | -         | 250 000    |
| 2007  | Theology                                                                                         | -            | -           | -         | -          |
| 2009  | Theology : Live at The Sugar Club                                                                | -            | -           | -         | -          |
| 2009  | I Do Not Want What I Haven't Got (édition remastérisée avec 10 titres bonus)                     | -            | -           | -         | -          |
| 2012  | How About I Be Me (And You Be You)?                                                              | -            | -           | -         | -          |
| 2014  | I’m Not Bossy, I’m the Boss                                                                      | -            | -           | -         | -          |

### Singles
| Année | Chanson                                                                             | Royaume- Uni | États- Unis | États- Unis, rock | États- Unis, dance | Australie | Irlande | Album                                |
| ----- | ----------------------------------------------------------------------------------- | ------------ | ----------- | ----------------- | ------------------ | --------- | ------- | ------------------------------------ |
| 1986  | Heroine (The Edge featuring Sinéad O'Connor)                                        | 89           | -           | -                 | -                  | -         | -       | Captive OST                          |
| 1988  | Mandinka                                                                            | 17           | -           | -                 | 14                 | -         | 6       | The Lion & the Cobra                 |
| 1988  | I Want Your (Hands on Me)                                                           | 77           | -           | 26                | 20                 | -         | -       | The Lion & the Cobra                 |
| 1988  | Jump in the River (Sinéad O'Connor & Karen Finley)                                  | 81           | -           | 17                | -                  | -         | 29      | -                                    |
| 1990  | Nothing Compares 2 U                                                                | 1            | 1           | 1                 | -                  | 1         | 1       | I Do Not Want…                       |
| 1990  | The Emperor's New Clothes                                                           | 31           | 60          | 1                 | -                  | 20        | 5       | I Do Not Want…                       |
| 1990  | Three Babies                                                                        | 42           | -           | -                 | -                  | -         | 19      | I Do Not Want…                       |
| 1990  | I Am Stretched on Your Grave                                                        | -            | -           | -                 | 27                 | -         | -       | I Do Not Want…                       |
| 1991  | My Special Child                                                                    | 42           | -           | -                 | -                  | -         | 6       | -                                    |
| 1991  | Silent Night                                                                        | 60           | -           | -                 | -                  | -         | 12      | -                                    |
| 1992  | Visions of You (Jah Wobble and the Invaders of the Heart featuring Sinéad O'Connor) | 35           | -           | -                 | -                  | -         | -       | Rising Above Bedlam                  |
| 1992  | Success Has Made a Failure Of Our Home                                              | 18           | -           | 20                | -                  | 37        | 11      | Am I Not Your Girl?                  |
| 1992  | Don't Cry For Me Argentina                                                          | 53           | -           | -                 | -                  | -         | -       | Am I Not Your Girl?                  |
| 1994  | You Made Me the Thief of Your Heart                                                 | 42           | -           | 24                | -                  | 43        | 4       | In the Name of the Father soundtrack |
| 1994  | Thank You For Hearing Me                                                            | 13           | -           | -                 | -                  | -         | -       | Universal Mother                     |
| 1994  | Fire on Babylon                                                                     | -            | -           | -                 | -                  | -         | -       | Universal Mother                     |
| 1995  | Famine / All Apologies                                                              | 51           | -           | -                 | -                  | -         | -       | Universal Mother                     |
| 1995  | Haunted (Shane MacGowan & Sinéad O'Connor)                                          | 30           | -           | -                 | -                  | -         | 6       | -                                    |
| 1997  | This Is To Mother You                                                               | 28           | -           | -                 | -                  | -         | -       | Gospel Oak EP                        |
| 1997  | This Is A Rebel Song                                                                | 60           | -           | -                 | -                  | -         | 29      | So Far… The Best Of Sinead O'Connor  |
| 2000  | No Man's Woman                                                                      | -            | -           | -                 | -                  | -         | -       | Faith and Courage                    |
| 2000  | Jealous                                                                             | -            | -           | -                 | -                  | 58        | -       | Faith and Courage                    |
| 2002  | Troy (The Phoenix From the Flame) (remix)                                           | 48           | -           | -                 | 3                  | -         | -       | -                                    |
| 2003  | Tears From the Moon (Conjure One featuring Sinéad O'Connor)                         | 42           | -           | -                 | 3                  | -         | -       | -                                    |
| 2003  | Guide Me God (Ghostland featuring Sinéad O'Connor and Natacha Atlas)                | -            | -           | -                 | 20                 | -         | -       | -                                    |
| 2003  | 1000 Mirrors (Asian Dub Foundation featuring Sinéad O'Connor)                       | -            | -           | -                 | -                  | -         | -       | Enemy of the Enemy                   |
| 2003  | On the album "100th Window" by Massive Attack                                       | 15           | -           | -                 | -                  | -         | -       | 100th Window                         |
| 2007  | I Don't Know How to Love Him                                                        | -            | -           | -                 | -                  | -         | -       | Theology                             |

### Collaborations
- 1986, chant sur Heroine pour la bande sonore du film Captive avec The Edge et Larry Mullen Jr. de U2.
- 1989, chant sur Kingdom of the Rain sur l'album Mind Bomb du groupe The The.
- Le 21 juillet 1990, elle accompagne Roger Waters au concert The Wall sur la Potsdamer Platz de Berlin, commémorant la chute du mur. Elle s'y distingue en particulier par son interprétation de Mother. On la retrouve ainsi sur l'album et le DVD The Wall Live in Berlin.
- 1991, chant sur Sacrifice de Elton John sur l'album hommage Two Rooms: Celebrating the Songs of Elton John & Bernie Taupin
- 1992, chant sur Come Talk To Me et Blood of Eden de l’album Us de Peter Gabriel.
- 1993, chant sur Haunted et The wild rover pour les chœurs avec Shane Macgowan sur l'album de Soldat Louis Auprès de ma bande.
- 1995, The Long Black Veil des Chieftains. Elle interprète The Foggy Dew et He Moved Through the Fair.
- 1995, elle participe à l'enregistrement de l'album Clear de Bomb the Bass.
- 1996, chant sur Reaching for the Rail et Breakthrough de l'album Broken China de Richard Wright.
- En 1999, elle collabore à nouveau avec The Chieftains sur la chanson Factory Girl pour l'album Tears of stone.
- 2002, chant sur Harbour de l'album 18 de Moby.
- En 2002, on la retrouve sur la compilation des Chieftains, The Wide World Over, sur la chanson The Foggy Dew.
- 2003, chant sur 1000 mirrors du groupe Asian Dub Foundation de l’album Enemy of my enemy.
- 2003, chant et co-écriture sur What Your Soul Sings, Special Cases et A Prayer for England de l'album 100th window de Massive Attack.
- 2012 : Chimes of Freedom: Songs of Bob Dylan Honoring 50 Years of Amnesty International : reprise de Property of Jesus.
- 2013 : elle participe au deuxième album de John Grant, Pale Green Ghosts (en).

### Reprises par d'autres artistes
- Sa chanson This Is To Mother You a été reprise par Emmylou Harris et Linda Ronstadt sur leur album commun Western Wall: The Tucson Sessions sorti en 1999.
- Sa chanson This Is A Rebel Song a été reprise par No Use for a Name sur leur album Hard Rock Bottom.